# Эрнст, Райнхард
Ра́йнхард Эрнст (нем. Reinhard Ernst) — немецкий кёрлингист.
В составе мужской сборной ФРГ участник чемпионата мира 1988 (заняли шестое место).
Играл на позиции первого.

## Команды
| Сезон   | Четвёртый   | Третий      | Второй         | Первый         | Турниры           |
| ------- | ----------- | ----------- | -------------- | -------------- | ----------------- |
| 1987—88 | Райнер Шёпп | Дитер Кольб | Норберт Петраш | Райнхард Эрнст | ЧМ 1988 (6 место) |

(скипы выделены полужирным шрифтом)